# Hoya cutis-porcelana
Hoya cutis-porcelana ist eine Pflanzenart der Gattung der Wachsblumen (Hoya) aus der Unterfamilie der Seidenpflanzengewächse (Asclepiadoideae).

## Merkmale
Hoya cutis-porcelana ist eine epiphytische, kletternde Pflanze mit windenden Trieben. Die Triebe sind sehr dünn und biegsam, ältere Triebe verholzen teilweise. Die Triebe besitzen Haftwurzeln überall dort, wo die Triebe der Unterlage aufliegen. Die Triebe sind kahl und messen 2 bis 4 mm im Durchmesser. Die Internodien sind 8 bis 11,4 mm lang. Die persistierenden, gegenständigen Blätter sind gestielt, die Stiele sind oft gekrümmt, messen 2 bis 3 mm im Durchmesser und sind 1,1 bis 2,5 cm lang. Die Blattspreiten sind länglich-elliptisch bis breit-lanzettlich, 5,5 bis 12,1 cm lang und 2,1 bis 4,5 cm breit. Sie sind ledrig, aber elastisch mit einer keilförmigen Basis und einem zugespitzten Apex. Die zipflige Spitze ist nach unten gekrümmt. Die Ränder sind ebenfalls nach unten eingekrümmt, sodass die Unterseiten konkav, die Oberseiten etwas konvex gekrümmt sind. Frische Blätter haben eine glänzende Oberseite, die aber mit zunehmendem Alter matter wird. Die Unterseite ist auch bei frischen Blättern matter und etwas heller. Die fiedrige Blattnervatur ist heller und tritt deutlich hervor. Auf jeder Seite der Mittelrippe sind vier bis fünf Sekundärrippen, die durch tertiäre feine Adern miteinander verbunden sind.
Der halbkugelige Blütenstand trägt 8 bis 12 Blüten. Die Blütenstandsstiel ist, ohne Rhachis, 1,5 bis 5,8 cm lang und misst 1 mm im Durchmesser. Er ist persistierend und steht einem Blatt gegenüber. Die Knospen sind rundlich mit einem papillenförmigen Apex. Die warzigen Blütenstiele sind 1,2 cm lang und messen 0,1 cm im Durchmesser. Die Kelchblätter erreichen nicht die Sinusse, die von den Kronblättern gebildet werden. Sie sind außen warzig, innen kahl, und sind 0,18 cm lang und an der Basis 0,12 cm breit. Der Apex ist stumpf. Die cremefarbene Blütenkrone misst 15 mm im Durchmesser bzw. wenn völlig ausgebreitet 17 mm. Die Kronblattzipfel sind basal auf etwa einem Drittel (der Gesamtlänge) verwachsen. Sie sind innen flaumig behaart, außen kahl. Der Apex ist zugespitzt, die Ränder und die Spitze umgebogen. Die Zipfel sind 6,3 mm lang (bzw. 6,4 mm wenn flach ausgebreitet) und an der Basis etwa 0,38 mm breit. Die rosafarbene, im Zentrum rote Nebenkrone überragt die Sinusse der Kronblattzipfel nur sehr wenig. Die Oberseite der Nebenkronenzipfel ist kahl, klebrig und ein wenig eingetieft. Der innere Fortsatz ist spitz und steigt auf bis fast senkrecht und über das Zentrum, der äußere Fortsatz ebenfalls spitz. Die Pollinia sind 350 µm lang und 170 µm breit. Die Caudiculae sind 100 µm lang und 30 µm dick. Das Corpusculum ist 220 µm lang und mittig verengt. Die Schulter ist 160 µm breit, die Taille 80 µm und die Hüfte 130 µm. Die zwei hornförmigen Fortsätze an der Basis sind 30 µm lang. Die Caudiculae setzen an der Taille an. Die kahlen Ovarien sind birnenförmig und sind 1,8 mm lang. Die Basis ist 0,6 mm breit. Früchte und Samen sind nicht bekannt. Die Blüten duften süßlich-sauer.

## Ähnliche Arten
Hoya cutis-porcelana ähnelt aufgrund der Blätter Hoya camphorifolia Warb. und Hoya bicolensis Kloppenb., Siar & Cajano. Die Blütenkrone erinnert an Hoya anulata Schltr.

## Geographische Verbreitung und Habitat
Die Art ist bisher nur von zwei Lokalitäten auf den Inseln Samar und Biliran (Philippinen) bekannt. Auf Samar wuchs die Pflanze in einem primären Wald auf Kalkgestein mehrere Kilometer von der Küste entfernt, nur 7 m über Meereshöhe. Die Art scheint eher schattige Habitate zu bevorzugen.

## Taxonomie
Das Taxon wurde von Fernando B. Aurigue, Jorge R. Sahagun und Wally Suarez 2013 beschrieben. Der Holotypus wird im Herbarium des National Museum in Manila (Philippines) unter der Nr. 254882 aufbewahrt. Das Artepithet bedeutet Porzellanhaut und bezieht sich auf die porzellanähnliche Oberseite der Blüten.
Das Taxon wird von der Datenbank Plants of the World online als gültiges Taxon akzeptiert.